# Aeroportul Playa Baracoa
Aeroportul Playa Baracoa (IATA: UPB, ICAO: MUPB) este un aeroport din Provincia de Artemisa⁠(d), Cuba.
Situat la o altitudine de 31 m, aeroportul dispune de o singură pistă.